# Window-dressing
Window-dressing, bokföringsknep som innebär att man innanför lagens råmärken skriver upp ett företags resultat för ett eller ett par år, på bekostnad av andra års resultat. Ett syfte kan exempelvis vara att presentera ett tillfälligt högre resultat för att kunna höja chefers bonusar.  
Uttrycket är hämtat från affärernas skyltfönster, där man ju enbart visar upp sina bästa erbjudanden för dem som står utanför och tittar in. I finansvärlden motsvaras detta av aktieägarna som studerar företagets ekonomiska resultat, och då bara ser det man presenterar. 